# Stevo Pendarovski
Stevo Pendarovski (makedonski: Стево Пендаровски; Skoplje, 3. travnja 1963.) sjevernomakedonski je političar koji je obnašao dužnost Predsjednika Republike Sjeverne Makedonije od 12. svibnja 2019. do 12. svibnja 2024. Na toj dužnosti nakon 10 godina je naslijedio konzervativca Đorga Ivanova. Prvi je Predsjednik Makedonije koji je na tu dužnost prisegnuo nakon potpisivanja Prespanskog sporazuma, kojim je ta republika promijenila svoj naziv u Republika Sjeverna Makedonija.

## Životopis

### Obrazovanje i akademska karijera
Pendarovski je 1987. završio studij na Sveučilištu u Skoplju. Kasnije je diplomirao i političke znanosti na istom sveučilištu.

### Politička karijera
Političku karijeru započeo je kao pomoćnik ministra za odnose s javnošću u Ministarstvu unutarnjih poslova Republike Sjeverne Makedonije, i kao voditelj Odjela za analitiku i istraživanje od 1999. do 2001. godine. Od 2001. do 2004. bio je savjetnik predsjednika Sjeverne Makedonije za nacionalnu sigurnost i vanjsku politiku Borisa Trajkovskog. Nakon održavanja Državnog izbornog povjerenstva u razdoblju 2004. – 2005..Ponovno je služio u nacionalnoj sigurnosti kao glavni savjetnik za vanjske poslove sljedećeg predsjednika Sjeverne Makedonije,  Branko Crvenkovski od 2004. do 2009. godine.  
Vladajuća Makedonska Socijaldemokratska stranka odabrala ga je za svog kandidata za predsjedničke izbore 2019. godine na kojima je pobijedio u drugom krugu izbora osvojivši 53 % glasova, time postavši 5. predsjednik Sjeverne Makedonije.